# Bartolomeo III Arese
Bartolomeo III Arese, conte di Castel Lambro (Milano, 23 ottobre 1590 – Milano, 23 settembre 1674), è stato un politico, militare e magistrato italiano.

## Biografia
Bartolomeo nacque a Milano il 23 ottobre 1590, figlio del nobile Giulio I Arese e di sua moglie, Margherita Legnani, di nobile famiglia milanese. Suo padre apparteneva ad una ricca famiglia milanese di "nobiltà di toga" che, soprattutto tra Cinquecento e Seicento aveva rappresentato il fulcro della burocrazia nei domini milanesi. Sua nonna paterna, Ippolita Clari, era infatti figlia di Giulio (1525-1575), celebre giurista originario di Alessandria il quale, anticipando di quasi due secoli Cesare Beccaria, stilò il primo codice di procedura penale milanese.
Seguendo le orme paterne, Bartolomeo frequentò il collegio diretto dai gesuiti a Brera per poi iscriversi alla Facoltà di Giurisprudenza presso l'Università degli Studi di Pavia ove ottenne infine il dottorato. Fece ritorno stabilmente a Milano dove, sempre grazie all'influenza del padre, venne ammesso appena ventiduenne al Collegio dei Giureconsulti dove per qualche tempo fu anche avvocato.
Quando suo padre riuscì a divenire presidente del Senato di Milano nel 1619, nel 1626 acquistò il feudo di Castel Lambro con annesso titolo comitale dalla Regia Camera, morendo tuttavia poco dopo questa transizione e consentendo pertanto al figlio Bartolomeo, succedutogli nei beni di famiglia, di fregiarsi di tale titolo. Come suo padre, Bartolomeo iniziò la sua carriera nella burocrazia milanese e ottenne alla morte del genitore di entrare tra i Sessanta Decurioni della città dall'aprile del 1627.
Nel 1636 divenne per due anni Capitano di Giustizia, trascorrendo spesso le notti per le vie della città, travestito e con una scorta armata, per sedare risse, duelli, vendette e disordini per le strade, ottenendo un abbassamento della criminalità e l'appoggio di molti membri del governo spagnolo a Milano. Il 19 settembre 1638 divenne questore del Magistrato Straordinario. Resosi benemerito nei propri compiti e verso la cittadinanza, il 29 marzo 1641 venne nominato senatore e divenne presidente del Senato come suo padre nel 1660. Come senatore, sempre schierandosi con gli spagnoli, fu tra coloro che sostennero nel 1645 l'intervento del governatore del ducato di Milano per riconquistare la città di Vigevano, strappata in quell'anno dai francesi che tentarono un'invasione del ducato.
Nel 1648 iniziò tra l'altro la costruzione del suo palazzo cittadino nell'allora Corso di Porta Vercellina (attuale corso Magenta) su progetto di Francesco Maria Richini, quello oggi noto come Palazzo Litta. Fu presso il proprio palazzo che il conte Arese era solito tenere dei ricevimenti mondani notissimi nella società milanese dell'epoca come quello in occasione della sosta milanese dell'arciduchessa Maria Anna d'Austria nel 1649 mentre si portava in Spagna per andare in sposa al futuro Filippo IV. Fece inoltre erigere palazzo Arese di Cesano Maderno come sua residenza di campagna.
Morì a Milano il 23 settembre 1674 e venne sepolto presso la Chiesa di San Vittore al Corpo, presso la cappella fatta erigere da lui stesso alcuni anni prima, su progetto dell'architetto Gerolamo Quadrio. Dei figli avuti con la consorte Lucrezia Omodei, l'unico maschio, Giulio II, morì giovane e le sue due figlie femmine sposarono l'una il conte Renato II Borromeo e l'altra il conte Fabio Visconti, trasmettendo ai generi i suoi possedimenti.

## La donazione della biblioteca giuridica al Senato milanese

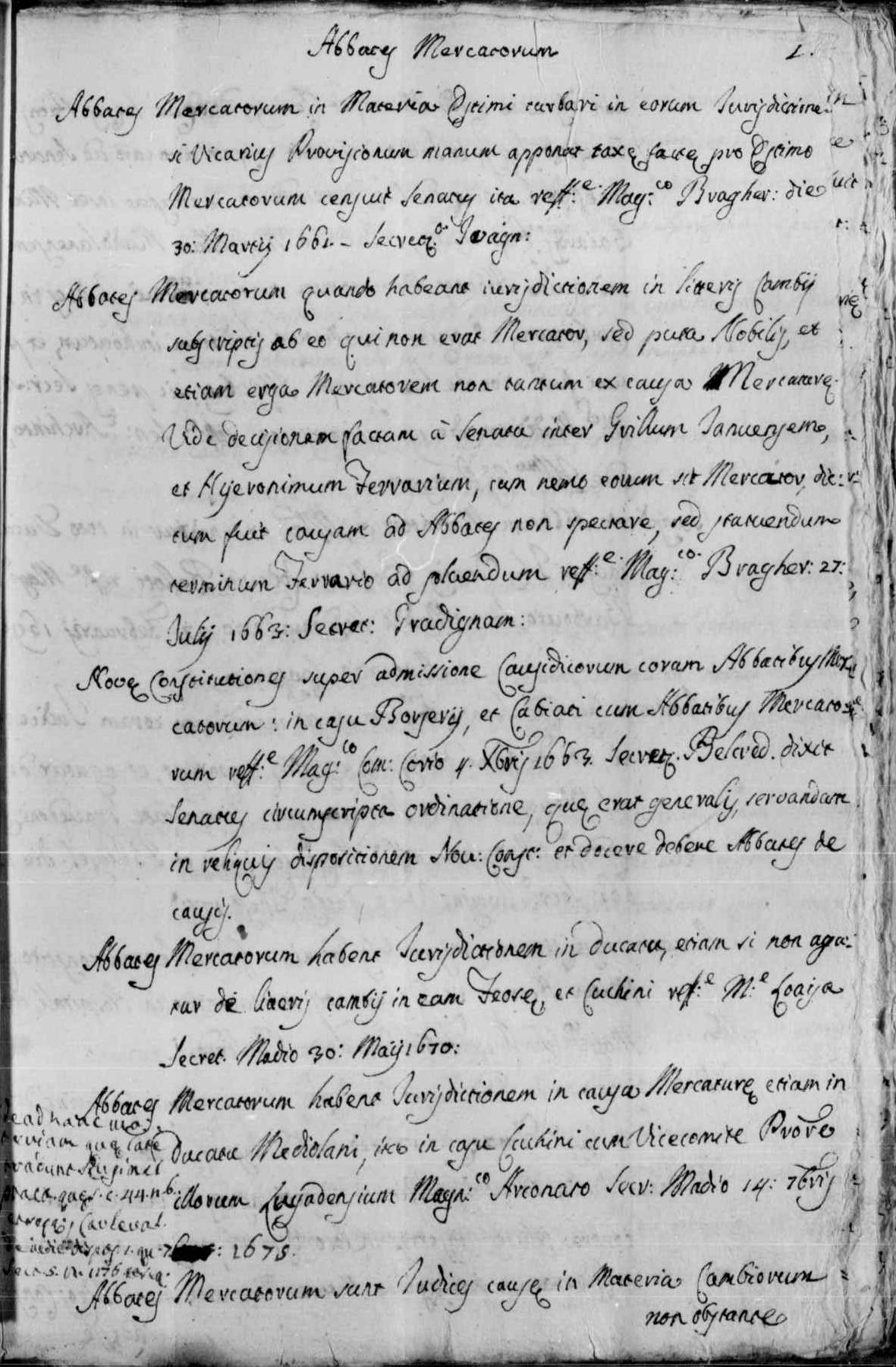
Memorabilia decisionum Senatus Mediolani Arese presidente et regente conte Bartolomeo, manoscritto, XVII secolo

Il 24 settembre 1671, Bartolomeo III, prevedendo di morire senza eredi maschi a cui lasciare il proprio patrimonio in maniera inequivocabile ed incontestabile, decise di stilare un testamento rogato dal notaio Annoni. Con questo stesso documento egli dispose di lasciare al Senato milanese, che aveva presieduto e dal quale aveva più volte ricevuto grandi attestati di stima, una copiosa biblioteca giuridica che aveva collezionato negli anni. Egli dispose contestualmente che, al momento della sua morte, un delegato del Senato avrebbe dovuto stilare un elenco completo e i doppioni già presenti nella biblioteca del senato passassero ad un suo nipote giurista, Agostino Arese.
Con la soppressione del Senato milanese ad opera di Giuseppe II, i testi facenti parte del suo lascito assieme ad altri che pervennero da altre donazioni o di proprietà del senato stesso, vennero trasferiti dapprima alla Corte d'Appello austriaca e poi al Tribunale d'Appello di Milano. Dal 1924, con l'istituzione dell'Università degli Studi di Milano, l'intera biblioteca è stata trasferita presso la sua sede.

## Matrimonio e figli
Bartolomeo III sposò Lucrezia Omodei. 
Da questa unione nacquero:
- Giulio II (morto giovane)
- Giulia, sposò il conte Renato II Borromeo
- Margherita, sposò il conte Fabio Visconti Borromeo

## Ascendenza
|                         |                         |                   | Genitori             |  |  | Nonni |  |  | Bisnonni                                                        |  |  | Trisnonni                         |  |
|                         |                         |                   |                      |  |  |       |  |  | Bartolomeo II Arese il Vecchio consignore della Pieve di Seveso |  |  | Marco Antonio II Arese il Vecchio |  |
|                         |                         |                   |                      |  |  |       |  |  | Bartolomeo II Arese il Vecchio consignore della Pieve di Seveso |  |  | Marco Antonio II Arese il Vecchio |  |
|                         |                         | Ludovica Pirovano |                      |  |  |       |  |  | Bartolomeo II Arese il Vecchio consignore della Pieve di Seveso |  |  |                                   |  |
| Marco Antonio III Arese |                         |                   |                      |  |  |       |  |  | Bartolomeo II Arese il Vecchio consignore della Pieve di Seveso |  |  |                                   |  |
|                         |                         | Caterina Fossani  | Giovanni Fossani     |  |  |       |  |  |                                                                 |  |  |                                   |  |
|                         |                         | Caterina Fossani  | Giovanni Fossani     |  |  |       |  |  |                                                                 |  |  |                                   |  |
|                         |                         | Caterina Fossani  | …                    |  |  |       |  |  |                                                                 |  |  |                                   |  |
| Giulio I Arese          |                         | Caterina Fossani  |                      |  |  |       |  |  |                                                                 |  |  |                                   |  |
|                         |                         | Giulio Claro      | Giovanni Luigi Claro |  |  |       |  |  |                                                                 |  |  |                                   |  |
|                         |                         | Giulio Claro      | Giovanni Luigi Claro |  |  |       |  |  |                                                                 |  |  |                                   |  |
|                         |                         | Giulio Claro      | Ippolita Gambaruti   |  |  |       |  |  |                                                                 |  |  |                                   |  |
| Ippolita Claro          |                         | Giulio Claro      |                      |  |  |       |  |  |                                                                 |  |  |                                   |  |
|                         |                         | …                 | …                    |  |  |       |  |  |                                                                 |  |  |                                   |  |
|                         |                         | …                 | …                    |  |  |       |  |  |                                                                 |  |  |                                   |  |
|                         |                         | …                 | …                    |  |  |       |  |  |                                                                 |  |  |                                   |  |
| Bartolomeo III          |                         | …                 |                      |  |  |       |  |  |                                                                 |  |  |                                   |  |
|                         | Giovanni Angelo Legnani | …                 |                      |  |  |       |  |  |                                                                 |  |  |                                   |  |
|                         | Giovanni Angelo Legnani | …                 |                      |  |  |       |  |  |                                                                 |  |  |                                   |  |
|                         | Giovanni Angelo Legnani | …                 |                      |  |  |       |  |  |                                                                 |  |  |                                   |  |
| Ludovico Legnani        | Giovanni Angelo Legnani |                   |                      |  |  |       |  |  |                                                                 |  |  |                                   |  |
|                         |                         | …                 | …                    |  |  |       |  |  |                                                                 |  |  |                                   |  |
|                         |                         | …                 | …                    |  |  |       |  |  |                                                                 |  |  |                                   |  |
|                         |                         | …                 | …                    |  |  |       |  |  |                                                                 |  |  |                                   |  |
| Margherita Legnani      |                         | …                 |                      |  |  |       |  |  |                                                                 |  |  |                                   |  |
|                         |                         | …                 | …                    |  |  |       |  |  |                                                                 |  |  |                                   |  |
|                         |                         | …                 | …                    |  |  |       |  |  |                                                                 |  |  |                                   |  |
|                         |                         | …                 | …                    |  |  |       |  |  |                                                                 |  |  |                                   |  |
| Caterina Scanzi         |                         | …                 |                      |  |  |       |  |  |                                                                 |  |  |                                   |  |
|                         |                         | …                 | …                    |  |  |       |  |  |                                                                 |  |  |                                   |  |
|                         |                         | …                 | …                    |  |  |       |  |  |                                                                 |  |  |                                   |  |
|                         |                         | …                 | …                    |  |  |       |  |  |                                                                 |  |  |                                   |  |
|                         |                         | …                 |                      |  |  |       |  |  |                                                                 |  |  |                                   |  |

## Opere

### Manoscritti
- Memorabilia decisionum Senatus Mediolani Arese presidente et regente conte Bartolomeo, XVII secolo, Osnago, Archivio della famiglia Arese, Archivio, Casella XCI Cartella B.IV.13.
- Cause agitate avanti al Senato, vol I (1639-1642) Arese conte Bartolomeo presidente e reggente, XVII secolo, Osnago, Archivio della famiglia Arese, Archivio, Casella XCI Cartella B n. 3.
  -  Cause agitate avanti al Senato, vol. II (1643-1645) Arese conte Bartolomeo presidente e reggente, XVII secolo, Osnago, Archivio della famiglia Arese, Archivio, Casella XCI Cartella B n. 3.
- Note di sentenze del Senato milanese del presidente Arese, XVII secolo, Osnago, Archivio della famiglia Arese, Archivio, s.s.,  ff. 1-318.